# Gare d'Ōeyamaguchi-Naiku
La gare d'Ōeyamaguchi-Naiku (大江山口内宮駅, Ōeyamaguchi-Naiku-eki) est une gare ferroviaire localisée dans la ville de Fukuchiyama (secteur Ōe), dans la préfecture de Kyoto, au Japon. La gare est exploitée par la compagnie Kyoto Tango Railway, sur la ligne Miyafuku .

## Disposition des quais
La gare d'Ōeyamaguchi-Naiku est une gare disposant d'un quai et de deux voies
| N° de voie | Ligne          | Direction   |
| ---------- | -------------- | ----------- |
| 1          | ▆ KTR Miyafuku | Miyazu      |
| 2          | ▆ KTR Miyafuku | Fukuchiyama |

## Gares/Stations adjacentes
| Direction Miyazu | Ligne Miyafuku | Ligne Miyafuku | Ligne Miyafuku | Direction Fukuchiyama |
| Karakawa F11     |                | -              |                | Futamata F09          |